# BOOTES

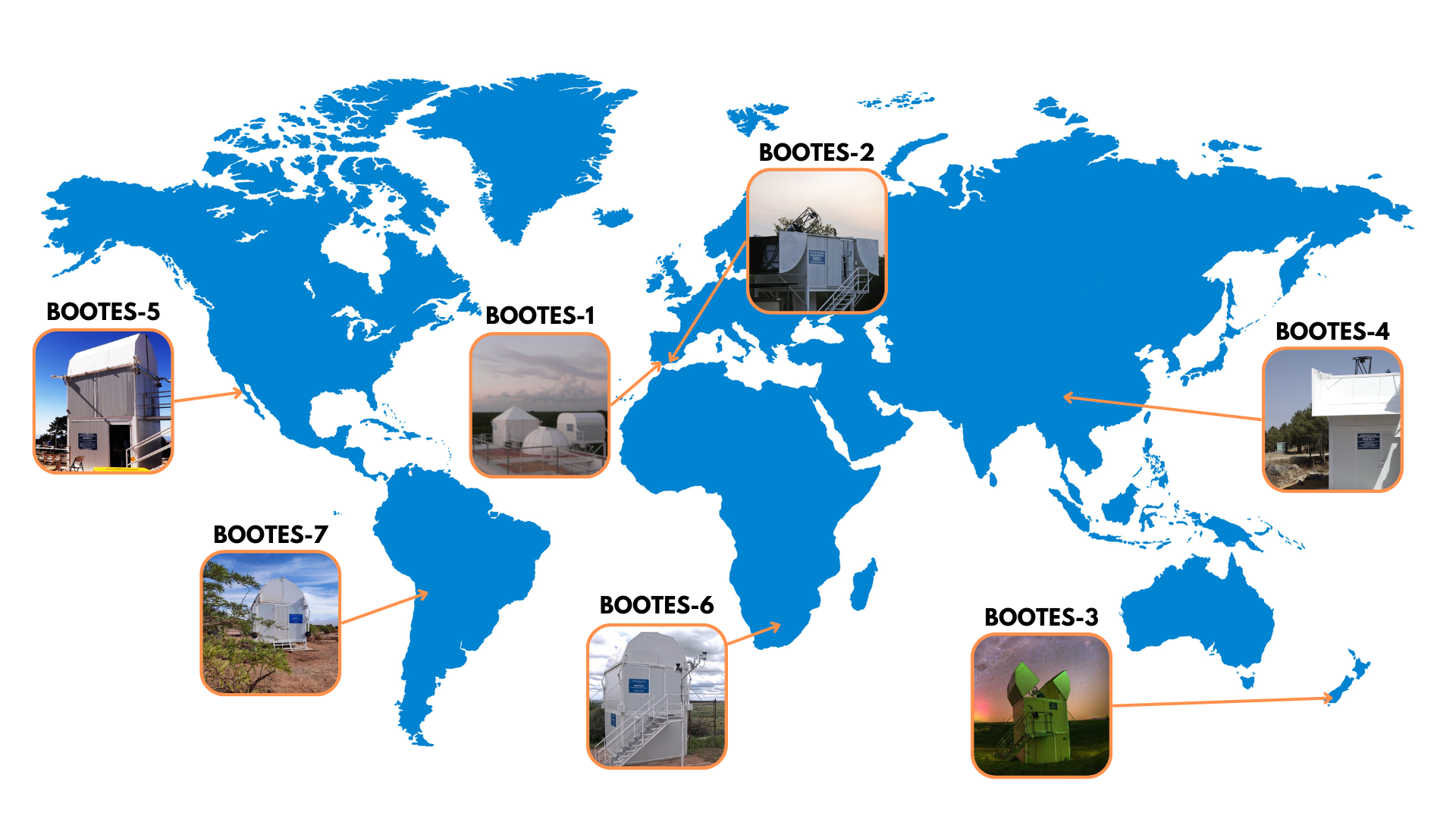
Los 7 observatorios astronómicos de la Red BOOTES de telescopios robóticos en todo el planeta, completada en 2022

BOOTES, acrónimo de Burst Observer and Optical Transient Exploring System, en español Sistema de Exploración Observador de Brotes y de fuentes Ópticas Transitorias), es una red de observatorios astronómicos con ubicaciones en el sur de España, Nueva Zelanda, China, México, Sudáfrica y Chile (principalmente telescopios de 0,6m de diámetro con cámara EMCCD en un foco Cassegrain y filtros u'g'r'i'ZY). El proyecto está liderado por astrónomos del Instituto de Astrofísica de Andalucía (IAA-CSIC) y con importante participación de la Universidad de Málaga. Desde su concepción y apoyo inicial en el Instituto Nacional de Técnica Aeroespacial en 1998, el investigador principal ha sido Alberto Castro-Tirado. El objetivo principal de la red es observar rápidamente acontecimientos transitorios a los pocos segundos o minutos de ser detectados por satélites científicos. También realiza tareas de vigilancia del cielo y apoyo a observaciones de misiones espaciales y satélites varios. Se completó en el año 2022, convirtiéndose en la primera red de telescopios robóticos distribuida por los cinco continentes.

## Funcionamiento
BOOTES es una red global de telescopios robóticos que proporciona una respuesta inmediata (y en tiempo real en la medida de lo posible) a la detección de Brotes de Rayos Gamma GRBs, producidos cuando una estrella de gran tamaño colapsa formando un nuevo agujero negro en el Universo o cuando dos estrellas de neutrones se fusionan entre sí. Dependiendo del tamaño de la caja del error, para el estudio de la misma se utilizan bien cámaras de campo ultra ancho (UWFC, proporcionando un campo de decenas o cientos de grados cuadrados) o bien de gran campo (WFC, unos pocos grados cuadrados). Si la posición es lo suficientemente precisa, entonces se pueden apuntar automáticamente las propias cámaras de campo estrecho (NFC, campo de unos pocos minutos de arco) conectadas ya en este caso los propios telescopios robóticos de 0,6m de diámetro de la Red BOOTES.
Como hemos dicho, para estudiar GRBs, es de suma importancia realizar observaciones de seguimiento ópticas puntuales para detectar en longitudes de onda más largas como es el caso del óptico, la emisión transitoria asociada al GRBs, la "postluminiscencia". La red BOOTES está capacitada para realizar tales seguimientos. Sus objetivos científicos incluyen:
• Observación de contrapartidas ópticas simultáneas y quasi-simultáneas en las correspondientes cajas de error (la caja de error es la situación en la esfera celeste de la explosión).
• Detección de destellos ópticos de origen cósmico.
• Vigilancia de todo el cielo con las cámaras CASANDRA por debajo de la 10.ª magnitud cada 60 segundos.
• Seguimiento de diferentes tipos de objetos variables (galácticos o extragalácticos) por debajo de la 20.ª magnitud para buscar variabilidad óptica.
• Descubrimiento de cometas, meteoros, asteroides, estrellas variables, novas y supernovas.
La Red BOOTES también se conformó para apoyar el satélite de la ESA INTEGRAL, con instrumentos en los que España ha estado involucrada, con observaciones desde tierra. El proyecto también está centrado en realizar observaciones rápidas de seguimiento para eventos detectados por varias misiones espaciales (INTEGRAL, red IPN, Swift, MAXI/ISS y Fermi). Los resultados en campo de los GRBs son de varios tipos:
• Pre-detección de imágenes: BOOTES determina límites superiores para cualesquiera posibles precursores.
• Imágenes simultáneas: Las primeras fueron realizadas por BOOTES el 20 de febrero de 2001, habiendo sido ya algunas contrapartidas detectadas.
• Imágenes de seguimiento: Más de un centenar de "postluminiscencias" (la emisión en otras longitudes de onda más largas que la de los rayos-gamma) han sido registradas, incluyendo varias docenas de segundos tras el comienzo del evento, lo que ha contribuido en gran medida al entendimiento de las propiedas físicas del fenómeno GRB.

## Historia
En 1998 comienza a funcionar BOOTES-1 en Huelva, en 2001 BOOTES-2 en Málaga, y ya en 2009 se produce la internacionalización del proyecto con BOOTES-3 en Nueva Zelanda, al que le siguió BOOTES-4 en China en 2012. Les siguieron BOOTES-5 en México en 2015, BOOTES-6 en Sudáfrica en 2021 y BOOTES-7 en Chile en 2022. Con esta última, España se convirtió en diciembre de 2022 en el primer país en desplegar una red global de telescopios en todo el planeta.

## Observatorios
- BOOTES-1 – El Arenosillo, Huelva, España –  37°05′58″N 6°44′15″O / 37.0995, -6.73747
- BOOTES-2 – Estación Experimental de La Mayora, Málaga, España – 36°45′25″N 4°02′34″O / 36.7569, -4.04273
- BOOTES-3 – National Institute of Water and Atmospheric Research, Lauder, Nueva Zelanda –  45°02′23″S 169°41′01″E / -45.0397, 169.6835
- BOOTES-4 – Antiguo Observatorio Gaomei, Ciudad de Lijiang, Provincia de Yunnan, China – 26°41′43″N 100°01′48″E / 26.695222, 100.030067[5]
- BOOTES-5 – Observatorio Astronómico Nacional San Pedro Mártir, México 31°02′39″N 115°27′49″O / 31.04417, -115.46361 Se denomina "JGT" en honor a Javier Gorosabel Urkia
- BOOTES-6 – Observatorio Boyden, Sudáfrica - 29°02′21″S 26°24′15″E / -29.0391, 26.4041[6]
- BOOTES-7 – Atacama Observatory, Chile - 22°57′10″S 68°10′49″O / -22.95278, -68.18028